# Уильямс, Люк
Люк Уильямс (англ.  Luke Anthony Williams; 11 июня 1993, Мидлсбро, Северный Йоркшир) — английский футболист, нападающий клуба «Викингюр» (Оулафсвик).

## Клубная карьера
Люк – воспитанник молодёжной Академии «Мидлсбро. 28 декабря 2009 года он дебютировал за «Боро» во встрече против «Барнсли» в возрасте 16 лет и 200 дней, став самым молодым футболистом в истории клуба, когда-либо выходившим на поле в официальных матчах. В том сезоне форвард сыграл ещё в 4 матчах, в том числе появившись в стартовом составе в играх против «Ковентри Сити» и «Лестер Сити». По окончании сезона 2009/10 Люк подписал свой первый профессиональный контракт с «Мидлсбро», рассчитанный на 4 года.
Сезон 2010/11 Уильямс начинал в качестве игрока ближайшего резерва «речников», сыграв к ноябрю в 7 матчах, однако после отставки с поста главного тренера «Мидлсбро» Гордона Стракана, новый менеджер Тони Моубрей перестал привлекать юного форварда к основе. В следующем сезоне он провёл лишь одну игру в Кубке Лиги против «Уолсолла», выступая преимущественно за резервную команду.
Летом 2012 года Люк вернулся в основной состав «Мидлсбро», ярко проявив себя в предсезонных матчах, включая дубль в ворота «Фалкирка». 21 августа 2012 года Уильямс забил свой первый официальный мяч за «Боро» в игре Чемпионшипа против «Бернли» - выйдя на замену на 84-й минуте, уже спустя 4 минуты он дальним ударом поразил ворота соперника, принеся своей команде победу (3:2). 15 сентября в домашнем матче против «Ипсвич Таун» (2:0) Люк забил свой второй мяч за «Мидлсбро».
23 января 2014 года форвард отправился в месячную аренду в клуб Лиги Два «Хартлпул Юнайтед». 8 февраля Уильямс забил первый гол за «Хартлпул», поразив ворота «Дагенем энд Редбридж», и помог своей команде победить (2:0).
2 июля 2015 года на правах свободного агента Люк подписал 3-летний контракт с клубом Лиги Один «Сканторп Юнайтед».

## Международная карьера
Люк Уильямс имеет ирландские корни и мог выступать за сборную Ирландии, однако принял решение играть за английскую национальную команду. 26 октября 2009 года Люк дебютировал за сборную Англии (до 17 лет) в матче против сверстников из Казахстана (6:2).
В 2010 году в её составе Уильямс стал чемпионом Европы среди юношей до 17 лет.
2 сентября 2010 года нападающий впервые вышел на поле в составе сборной Англии (до 19 лет) в игре против Словакии (2:0).

## Достижения
- Победитель юношеского чемпионата Европы по футболу: 2010